# Gaston-Armand Amaudruz
Gaston-Armand Amaudruz (* 21. Dezember 1920 in Lausanne; † 7. September 2018) war ein rechtsextremer Schweizer Publizist, der in erster Linie als Holocaustleugner bekannt geworden ist.

## Leben
Amaudruz’ Mutter stammte aus Deutschland. Er studierte Politik- sowie Sozialwissenschaften und arbeitete als Sprachlehrer sowie Versicherungsangestellter, bevor er sich ganz der politischen Tätigkeit widmete. Während des Zweiten Weltkrieges war Amaudruz deutschlandfreundlich eingestellt. In seinen frühen Jahren war er Anhänger der Schweizerischen Faschistischen Bewegung um Arthur Fonjallaz. 1949 wurde er erstmals einer breiteren Öffentlichkeit bekannt, als er Ubu justicier au premier procès de Nuremberg veröffentlichte. Dies war eine der ersten revisionistischen Veröffentlichungen, die den Holocaust in Frage stellte. In der Folge engagierte sich Amaudruz in der neofaschistischen Szene und stieg zu einem international vernetzten Strippenzieher auf.
Er organisierte 1951 eine Konferenz in Malmö, die zur Gründung der rechtsextremen paneuropäischen Organisation „Europäische Soziale Bewegung“ führte. Als deren Abspaltung leitete er im September 1951 in Zürich die Gründung der Neonazi-Gruppe „Neue europäische Ordnung“ (Nouvel ordre européen), weil ihm die soeben gegründete Bewegung als zu moderat erschien. Er wurde ihr Generalsekretär. Ebenfalls beteiligt waren der Zürcher Erwin Vollenweider und der ehemalige französische SS-Mann René Binet. Kongresse der Gruppe fanden im Dezember 1956 und April 1960 in Lausanne statt. Der Kongress vom April 1962 wurde in Lausanne und Genf abgehalten. Weitere bekannte Mitglieder waren Pierre Narbel, Jean-Maurice Beauverd, Giuseppe Patané und Pierre Clementi. Amaudruz war früh Mitglied der Schweizerischen Volkspartei, die er im Streit um die Südtirolfrage verliess. Enge Beziehungen unterhielt er mit Anhängern der Ordine Nuovo. Ausserdem publizierte er Artikel für die Zeitschrift Nation und Europa. Amaudruz agierte auch als Leiter eines Buchvertriebs für verbotene rechtsextreme Literatur, etwa des Autors Robert Faurisson.
Bei einem Treffen von „Neue europäische Ordnung“ in Barcelona gründete er mit dem französisch-argentinischen Rechtsesoteriker Jacques de Mahieu und dem kanadischen Naturopathen Jacques Baugé-Prévost ein pseudowissenschaftliches Institut, das sogenannte „Institut supérieur des sciences psychomatiques, biologiques et raciales du Québec“. Ab 1983 versuchte Amaudruz, eine Dachorganisation der Schweizer Rechtsextremisten zu gründen, was ihm nicht gelang. Im Juli 1988 war er an einem rechtsextremen Treffen in Vaulion. 1992 war er der Hauptredner einer Veranstaltung eines Komitees namens Action Lion de Lucerne mit etwa hundert teilnehmenden Rechtsextremisten. Vordergründig mit den Löwen von Luzern auf die Ablehnung des Erbes der Französischen Revolution (dazu gehört zum Beispiel die Erklärung der Menschen- und Bürgerrechte) am 200. Jahrestag des Tuileriensturms bezug nehmend, ging er dabei zur Bekundung einer rassistischen Programmatik über. Seine Privatwohnung in Lausanne machte er zum Seminarort für Abendkurse zur ideologischen Schulung von Skinheads aus dem Kanton Waadt.
Nach Einführung der Rassismus-Strafnorm, welche die Holocaustleugnung in der Schweiz unter Strafe stellt, musste Amaudruz 2000 eine einjährige Haftstrafe absitzen. Eine weitere Haftstrafe folgte 2003. Trotzdem setzte Amaudruz seine publizistischen Tätigkeiten fort. Zuletzt gab er den Courrier du Continent heraus, dessen 500. Ausgabe im Mai 2008 veröffentlicht wurde.